# Hydroporus longiusculus
Hydroporus longiusculus är en skalbaggsart som beskrevs av Max Gemminger och Edgar von Harold 1868. Hydroporus longiusculus ingår i släktet Hydroporus och familjen dykare. Inga underarter finns listade i Catalogue of Life.